# Doassansiopsis furva
Doassansiopsis furva är en svampart som först beskrevs av Davis, och fick sitt nu gällande namn av Vánky 1981. Doassansiopsis furva ingår i släktet Doassansiopsis och familjen Doassansiopsidaceae.   Inga underarter finns listade i Catalogue of Life.